# Frantz Massenat
Frantz Massenat   (Ewing Township, 17 de gener de 1992) és un jugador de bàsquet estatunidenc nacionalitzat haitià que pertany a la plantilla del JL Bourg Basket de la Pro A francesa. Amb 1,93 metres d'alçada, juga en la posició de base.

## Trajectòria esportiva

### Universitat
Va jugar quatre temporades amb els Dragons de la Universitat Drexel en les quals va fer una mitjana de 12,9 punts, 2,8 rebots i 4,3 assistències per partit. En les seves quatre temporades apareixeria entre els triats dels equips de l'any en la Colonial Athletic Association. Així, en 2011 ho faria en el millor quintet de novençans, en 2012 i 2014 en el millor quintet absolut i en 2013 en el segon millor quintet.

### Professional
Després de no ser triat en el Draft de la NBA de 2014, marxaria a Alemanya per a jugar durant dues temporades en les files del Mitteldeutscher BC.
En 2016 va fitxar pel EWE Baskets Oldenburg, club en el qual va estar fins a 2019.
El 4 de juliol de 2019 es fa oficial el seu fitxatge pel Morabanc Andorra per una temporada.
Durant la temporada 2020-21, forma part de la plantilla del Victòria Llibertes Pesaro de la Llega Basket Sèrie A, en el qual fa una mitjana de 11.8 punts, 2.4 rebots i 2.8 assistències.
L'11 de maig de 2021 fitxa pel TD Systems Baskonia de la Lliga Endesa, fins al final de la temporada per a ocupar la plaça de Lucca Vildoza, després de la marxa d'aquest als Nova York Knicks de la NBA.
El 15 d'agost de 2021, signatura pel BV Chemnitz 99 de la Basketball Bundesliga.
El 29 de juny de 2022 va signar contracte amb el JL Bourg Basket de la Pro A francesa.